# Śmietanicze (obwód mohylewski)
Śmietanicze (biał. Смятанічы, ros. Сметаничи) – wieś na Białorusi położona w obwodzie mohylewskim, w rejonie szkłowskim, w sielsowiecie tołkaczewskim. 
Wieś składa się z dwóch części: Śmietanicze 1 i Śmietanicze 2. W Imperium Rosyjskim wieś w guberni mohylewskiej w wołosti tołkaczewskiej. Od 1991 w niepodległej Białorusi.
We wsi znajduje się wczesnośredniowieczne grodzisko o kopcu wysokości kilku metrów ponad otaczające je łąki.